# Aceh Besar
Aceh Besar (letterlijk 'Groot Atjeh') is een regentschap in de provincie Atjeh op Sumatra, Indonesië. Het regentschap heeft 369.972 inwoners (2014) en heeft een oppervlakte van 2.969 km². De hoofdstad van Aceh Besar is Jantho.
Het regentschap is onderverdeeld in 23 onderdistricten (kecamatan):
1. Baitussalam
2. Blang Bintang
3. Darul Imarah
4. Darul Kamal
5. Darussalam
6. Indrapuri
7. Ingin Jaya
8. Kota Jantho
9. Krueng Barona Jaya
10. Kuta Baro
11. Kuta Cot Glie
12. Kuta Malaka
13. Lembah Seulawah
14. Leupung
15. Lho'nga
16. Lhoong
17. Mesjid Raya
18. Montasik
19. Peukan Bada
20. Pulo Aceh
21. Seulimeum
22. Simpang Tiga
23. Suka Makmur

## Onderliggende bestuurslagen
- Ajee Cut
- Ajee Pagar Air
- Ajee Rayeuk
- Ajuen
- Alue
- Alue Gintong
- Alue Raya
- Alue Rindang
- Alue Riyeung
- Aneuk Batee
- Aneuk Galong Baro
- Aneuk Galong Titi
- Aneuk Glee
- Aneuk Paya
- Angan
- Aron
- Ateuk
- Ateuk Anggok
- Ateuk Blang Asan
- Ateuk Cut
- Ateuk Lam Ura
- Ateuk Lampeuot
- Ateuk Lamphang
- Ateuk Lueng Ie
- Ateuk Mon Panah
- Atong
- Aweek
- Ayon
- Babah Jurong
- Bada
- Baet
- Baet Lamphuot
- Baet Masjid
- Baet Meesago
- Bak Aghu
- Bak Buloh
- Bak Dilip
- Bak Seutui
- Bak Sukon
- Bak Trieng
- Bakcirih
- Bakoy
- Banda Safa
- Barabung
- Barih Lhok
- Baro (Mesjid Raya)
- Baro (Peukan Bada)
- Baroh
- Baroh Blang Mee
- Baroh Geunteut
- Baroh Krueng Kala
- Barueh
- Batee Lhee
- Batee Linteung
- Bayu (Darul Imarah)
- Bayu (Seulimeum)
- Beradeun
- Beurandeh
- Beurangong
- Beureunut
- Bha Ulee Tutu
- Biluy
- Bineh Blang
- Bira Cot
- Bira Lhok
- Birek
- Bithak
- Blang (Darussalam)
- Blang Cut
- Blang Kiree
- Blang Krueng
- Blang Miro
- Blang Preh
- Blang Situngkoh
- Blang Tingkeum
- Bueng
- Bueng Bakjok
- Bueng Ceukok
- Bueng Daroh
- Bueng Raya
- Bueng Simek
- Bueng Tujoh
- Bughu
- Bukit Meusara
- Bukloh
- Bung Pageu
- Bung Sidom
- Cadek
- Capeung Baroh
- Capeung Dayah
- Cot
- Cot Alue
- Cot Bada
- Cot Bagi
- Cot Bayu
- Cot Beut
- Cot Cut
- Cot Geundreut
- Cot Gud
- Cot Hoho
- Cot Jambo
- Cot Kareung
- Cot Karieng
- Cot Lamme
- Cot Lampoh Soh
- Cot Leuot
- Cot Lhok
- Cot Madhi
- Cot Malem
- Cot Mancang (Blang Bintang)
- Cot Mancang (Kuta Baro)
- Cot Masam
- Cot Mentiwan
- Cot Meulangen
- Cot Mon Raya
- Cot Nambak
- Cot Paya
- Cot Peutano
- Cot Preh
- Cot Puklat
- Cot Raya
- Cot Rumpun
- Cot Sayun
- Cot Seunong
- Cot Suruy
- Cot Yang
- Cucum (Kota Jantho)
- Cucum (Kuta Baro)
- Cundien
- Cureh
- Daroy Kameu
- Data Cut
- Data Gaseu
- Data Makmur
- Dayah Daboh
- Dayah Mamplam
- Deudap
- Deunong
- Deyah
- Dham Ceukok
- Dham Pulo
- Dilip Bukti
- Dilip Lamteungoh
- Durung
- Empe Ara
- Empee Bata
- Empee Tanong
- Empetring
- Gampong Raya
- Gapuy
- Garot
- Geundring
- Gla Deyah
- Gla Meunasah Baro
- Glee Bruek
- Glee Jai
- Grot Baro
- Grot Blang
- Gue
- Gue Gajah
- Gugob
- Gurah (Peukan Bada)
- Iboh Tanjong
- Iboh Tunong
- Ie Alang Dayah
- Ie Alang Lamghui
- Ie Alang Lamkeureumeuh
- Ie Alang Mesjid
- Ie Seum
- Indra Puri
- Jalin
- Jantang
- Jantho Baru
- Jantho Makmur
- Jawie
- Jeumpet Ajun
- Jruek Bak Kreh
- Jruek Balee
- Jurong Peujeura
- Kajhu
- Kalut
- Kampung Blang
- Kandang
- Kareung
- Kayee Adang (Seulimeum)
- Kayee Adang (Suka Makmur)
- Kayee Kunyet
- Kayee Lee
- Keumireu
- Keunaloi
- Keuneueu
- Keureuweung Blang
- Keureuweung Krueng
- Keutapang
- Klieng Cot Aron
- Klieng Meuria
- Kling Manyang
- Krueng Anoi
- Krueng Kalee
- Krueng Lamkareung
- Krueng Mak
- Kueh
- Kuta Karang
- Kuweu
- Labuy
- Ladong
- Lagang
- Lam Aling
- Lam Alu Cut
- Lam Alu Raya
- Lam Apeng
- Lam Ara Cut
- Lam Ara Eungkit
- Lam Ara Tunong
- Lam Asan (Baitussalam)
- Lam Asan (Darussalam)
- Lam Asan (Kuta Baro)
- Lam Ateuk
- Lam Awee
- Lam Badeuk
- Lam Baed
- Lam Bheu
- Lam Bleut
- Lam Duro
- Lam Gawee
- Lam Glumpang
- Lam Guron
- Lam Hasan
- Lam Ilie Ganto
- Lam Ilie Mesjid
- Lam Ilie Teungoh
- Lam Isek
- Lam Keumok
- Lam Klat
- Lam Kubu
- Lam Manyang
- Lam Neuheun
- Lam Pageu
- Lam Puuk
- Lam Raya (Kuta Baro)
- Lam Raya (Montasik)
- Lam Reh
- Lam Roh
- Lam Rukam
- Lam Sabang
- Lam Seunong
- Lam Siem
- Lam Sinyeu
- Lam Teeh
- Lam Teungoh (Ingin Jaya)
- Lam Teungoh (Peukan Bada)
- Lam Trieng
- Lam Tutui
- Lam Ue
- Lam Ujong (Baitussalam)
- Lam Ujong (Darussalam)
- Lam Urit
- Lambada (Ingin Jaya)
- Lambada (Seulimeum)
- Lambada Lhok
- Lambada Peukan
- Lambarih Bakmee
- Lambarih Jurong Raya
- Lambaro
- Lambaro Biluy
- Lambaro Kueh
- Lambaro Neujid
- Lambaro Samahani
- Lambaro Seubun
- Lambaro Sibreh
- Lambaro Sukon
- Lambaro Tunong
- Lambatee (Darul Kamal)
- Lambatee (Simpang Tiga)
- Lambeugak
- Lambeutong
- Lambiheu Lambaro Angan
- Lambiheu Siem
- Lambirah
- Lambitra
- Lamblang Manyang
- Lamblang Trieng
- Lambro Bileu
- Lambro Deyah
- Lambunot (Indrapuri)
- Lambunot (Simpang Tiga)
- Lambunot Paya
- Lambunot Tanoh
- Lamcarak
- Lamceu
- Lamcok
- Lamcot (Darul Imarah)
- Lamcot (Ingin Jaya)
- Lamdaya
- Lamgaboh
- Lamgapang
- Lamgeu Baro
- Lamgeu Tuha
- Lamgeu-Eu
- Lamgeuriheu
- Lamgirek
- Lamjamee Dayah
- Lamjamee Lamkrak
- Lamjruen
- Lamjuhang
- Lamkawee
- Lamkeuneung
- Lamkleng
- Lamkruet
- Lamkuk
- Lamkunyet
- Lamkuta Blang Mee
- Lamleubok
- Lamleuot
- Lamleupung
- Lamlheu
- Lamlumpu
- Lamlung
- Lamme
- Lamme Garot
- Lamnga (Mesjid Raya)
- Lamnga (Montasik)
- Lampakuk
- Lampanah
- Lampanah Baro
- Lampanah Dayah
- Lampanah Ineu
- Lampanah Ranjo
- Lampanah Teungoh
- Lampanah Tunong
- Lampantee
- Lampaseh Krueng
- Lampaseh Lhok
- Lampasi Engking
- Lampaya
- Lampermai
- Lampeudaya
- Lampeuneuen
- Lampeuneurut Gampong
- Lampeuneurut Ujong Blang
- Lampineung
- Lampisang (Peukan Bada)
- Lampisang (Suka Makmur)
- Lampisang Dayah
- Lampisang Teungoh
- Lampisang Tunong
- Lampoh Keude
- Lampoh Raja
- Lampoh Tarom
- Lampreh Lamjampok
- Lampreh Lamteungoh
- Lampuja
- Lampupok Baro
- Lampupok Raya
- Lampuuk
- Lampuyang
- Lamreh
- Lamreung
- Lamseunia
- Lamsidaya
- Lamsie
- Lamsiot
- Lamsiteh
- Lamsiteh Cot
- Lamsod
- Lamsujen
- Lamtadok
- Lamtamot
- Lamtanjong
- Lamteh Dayah
- Lamteng
- Lamteuba Droe
- Lamteube Mon Ara
- Lamteubee Geupula
- Lamtheun
- Lamtimpeung
- Lamtui
- Lapeng
- Layeun
- Leu Geu
- Leu Ue
- Leubok Batee
- Leubok Buni
- Leungah
- Leupung Baleu
- Leupung Bruek
- Leupung Cut
- Leupung Mesjid
- Leupung Rayeuk
- Leupung Riwat
- Leupung Ulee Alue
- Lhang
- Lheu Blang
- Lheue
- Lhieb
- Lhoh
- Lieue
- Limo Blang
- Limo Lamluweung
- Limo Mesjid

Stadsgemeenten: Banda Atjeh · Langsa · Lhokseumawe · Sabang · Subulussalam

Regentschappen: West-Atjeh · Zuidwest-Atjeh · Aceh Besar · Aceh Jaya · Zuid-Atjeh · Aceh Singkil · Aceh Tamiang · Aceh Tengah · Aceh Tenggara · Aceh Timur · Noord-Atjeh · Bener Meriah · Bireuen · Gayo Lues · Nayan Raya · Pidie · Pidie Jaya · Simeulue